# Дьюи (округ, Южная Дакота)
Округ Дьюи (англ. Dewey County) располагается в штате Южная Дакота, США. Официально образован в 1883 году. По состоянию на 2010 год, численность населения составляла 5301 человек.

## География
По данным Бюро переписи США, общая площадь округа равняется 6334 км2, из которых 5964 км2 суша и 370 км2 или 2,070 % это водоемы.

## Население
По данным переписи населения 2000 года в округе проживает 5 972 жителей в составе 1 863 домашних хозяйств и 1 386 семей. Плотность населения составляет 1,00 человек на км2. На территории округа насчитывается 2 133 жилых строений, при плотности застройки менее 1,00-го строения на км2. Расовый состав населения: коренные американцы — 74,16 %, белые — 24,15 %, афроамериканцы — 0,03 %, азиаты — 0,12 %, гавайцы — 0,05 %, представители других рас — 0,07 %, представители двух или более рас — 1,42 %. Испаноязычные составляли 0,85 % населения независимо от расы.
В составе 43,70 % из общего числа домашних хозяйств проживают дети в возрасте до 18 лет, 42,90 % домашних хозяйств представляют собой супружеские пары проживающие вместе, 22,30 % домашних хозяйств представляют собой одиноких женщин без супруга, 25,60 % домашних хозяйств не имеют отношения к семьям, 22,10 % домашних хозяйств состоят из одного человека, 8,90 % домашних хозяйств состоят из престарелых (65 лет и старше), проживающих в одиночестве. Средний размер домашнего хозяйства составляет 3,15 человека, и средний размер семьи 3,66 человека.
Возрастной состав округа: 38,90 % моложе 18 лет, 9,00 % от 18 до 24, 27,20 % от 25 до 44, 16,60 % от 45 до 64 и 16,60 % от 65 и старше. Средний возраст жителя округа 26 лет. На каждые 100 женщин приходится 95,90 мужчин. На каждые 100 женщин старше 18 лет приходится 95,00 мужчин.
Средний доход на домохозяйство в округе составлял 23 272 USD, на семью — 24 917 USD. Среднестатистический заработок мужчины был 21 522 USD против 18 777 USD для женщины. Доход на душу населения составлял 9 251 USD. Около 29,80 % семей и 33,60 % общего населения находились ниже черты бедности, в том числе — 37,70 % молодежи (тех, кому ещё не исполнилось 18 лет) и 28,50 % тех, кому было уже больше 65 лет.